# گوبه گوانو
گوبه گوانو (انگلیسی: Gobé Gouano؛ زادهٔ ۱۰ دسامبر ۲۰۰۰) بازیکن فوتبال اهل فرانسه است.
از باشگاه‌هایی که در آن بازی کرده‌است می‌توان به آ.اس موناکو اشاره کرد.
وی همچنین در تیم ملی فوتبال زیر ۱۸ سال فرانسه بازی کرده‌است.